# 片渕慎弥
片渕　慎弥（かたぶち　しんや、1983年10月24日 -）は大阪府出身の日本の柔道家。現役時代は100kg超級の選手。身長172cm。体重125kg。

## 人物
柔道は8歳の時に正導館米田道場で始めた。久米田中学3年の時に全国中学校柔道大会78kg超級で2位になった。国士舘高校に進むと1年の時から団体戦のレギュラーで活躍して、インターハイと全国高校選手権で優勝した。2年の時には金鷲旗とインターハイを制して、1992年に世田谷学園高校が成し遂げて以来、8年ぶり2校目の高校団体3冠(全国高校選手権、金鷲旗、インターハイ)を達成した。さらには全国高校選手権の個人戦無差別で優勝すると、団体戦でも2連覇を飾った。3年の時には金鷲旗とインターハイの団体戦で2位にとどまった。インターハイの個人戦は初戦で大牟田高校の青山正次郎に敗れた。国士舘大学に入学すると、1年の時に世界ジュニアで3位になった。2年の時にはユニバーシアードの無差別で3位となった。3年の時には学生体重別で優勝した。一方、団体戦では優勝大会で3度優勝に貢献した。2006年には大学を卒業してJRA所属になった。2007年には全日本選手権で準決勝まで進むも、大学の3年先輩である平成管財の鈴木桂治に小内刈で敗れるが3位入賞を果たした。アジア選手権の100kg超級では3位だったが、無差別で優勝した。講道館杯では決勝で綜合警備保障の生田秀和に合技で敗れた。続く嘉納杯では3回戦で世界チャンピオンであるフランスのテディ・リネールを技ありで破るなどして3位に入った。

## 主な戦績
- 1998年 -　全国中学校柔道大会　2位(78kg超級)
- 1999年 -　金鷲旗　3位
- 1999年 - インターハイ　優勝
- 2000年 -　全国高校選手権　優勝
- 2000年 -　金鷲旗　優勝
- 2000年 - インターハイ　優勝
- 2000年 -　全日本ジュニア　3位
- 2001年 -　全国高校選手権　個人戦 無差別　優勝　団体戦　優勝
- 2001年 -　金鷲旗　2位
- 2001年 - インターハイ　2位
- 2001年 -　アジアジュニア　2位
- 2002年 -　ブレーメンジュニア国際　優勝
- 2002年 -　優勝大会　優勝
- 2002年 -　世界ジュニア　3位
- 2002年 - 講道館杯　3位
- 2003年　- ベルギー国際　優勝
- 2003年 - 優勝大会　優勝
- 2003年　- ユニバーシアード　3位(無差別)
- 2003年　- 学生体重別　2位
- 2004年 - 優勝大会　2位
- 2004年　- 学生体重別　優勝
- 2004年 - 講道館杯　3位
- 2005年 - 優勝大会　優勝
- 2006年 - 講道館杯　3位
- 2007年 - グルジア国際　3位
- 2007年 - 体重別　3位
- 2007年 - 全日本選手権　3位
- 2007年 - アジア選手権　100kg超級　3位　無差別　優勝
- 2007年 - 講道館杯　2位
- 2007年 - 嘉納杯　3位
- 2008年 - 体重別　3位
- 2008年 - アジア選手権　3位

(出典、JudoInside.com)。